# إيي أوكي
إيي أوكي (باليابانية: あおきえい) هو مخرج أنمي ياباني. أسس في عام 2013 استوديو ترويكا بالتعاون مع توشيوكي ناغانو وتومونوبو كيتو. والذي بدأ بإنتاج الرسوم المتحركة في خريف عام 2014. أوكي كان المخرج الرئيسي لأعمال شهيرة مثل فيت/زيرو و ري:كرياتورز.

## فيلموغرافية

### أنمي
| سنة     | عنوان       | دور  | ملاحظات |
| ------- | ----------- | ---- | ------- |
| 2011-12 | فيت/زيرو    | مخرج | موسمين  |
| 2017    | ري:كرياتورز | مخرج |         |

## روابط خارجية
- إيي أوكي على موقع IMDb (الإنجليزية)
- إيي أوكي على موقع قاعدة بيانات الفيلم (الإنجليزية)